# Walter de Gray

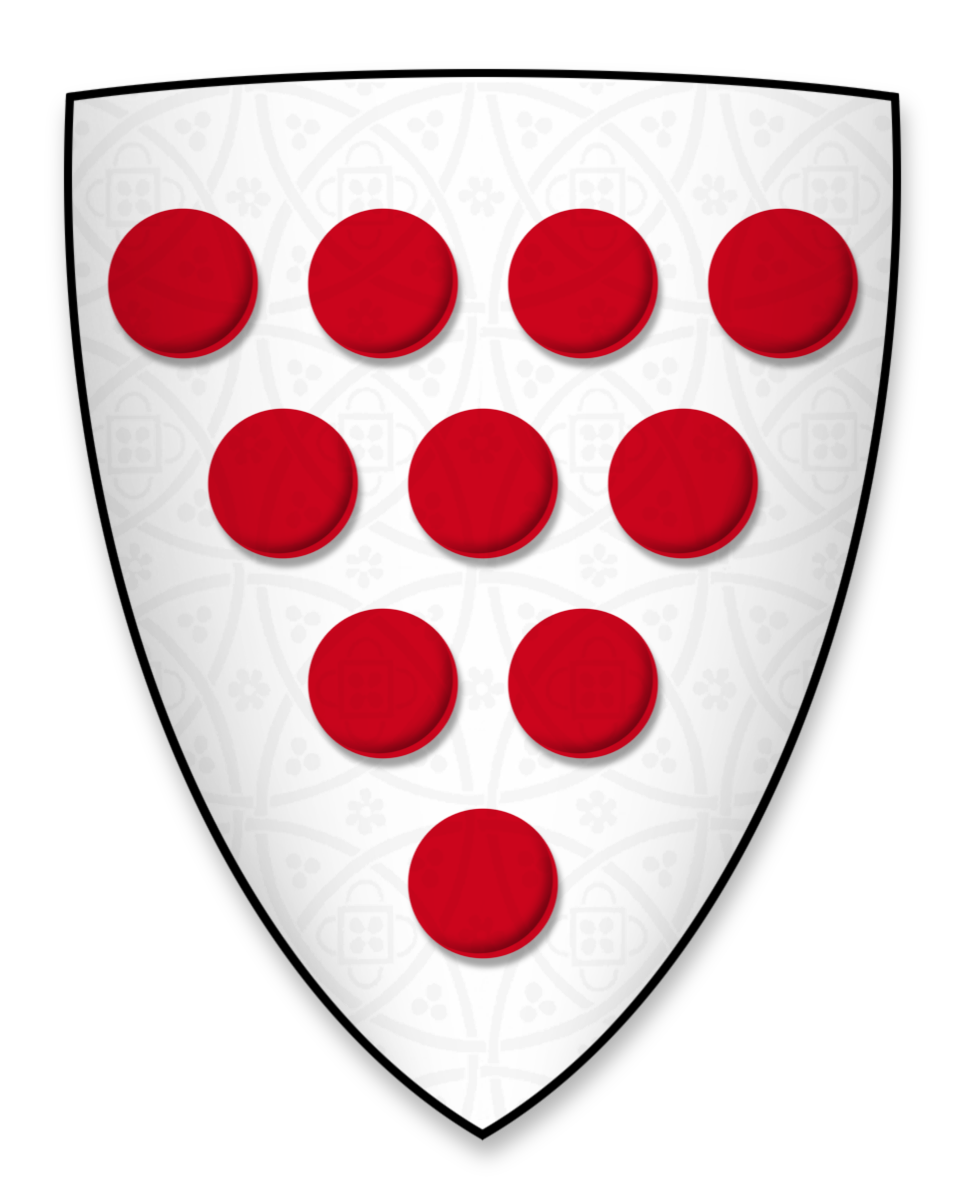
Wappen von Walter de Gray als Bischof von Worcester

Walter de Gray (auch Walter Grey; † 1. Mai 1255 in Fulham) war ein englischer Prälat und Staatsmann unter der Regierung von König Johann Ohneland und dessen Sohn, König Heinrich III.

## Leben

### Herkunft und Ausbildung
Walter de Gray entstammte der anglonormannischen Familie de Grey, über seine genaue Herkunft und seine Jugend gibt es jedoch keine gesicherten Informationen. Er war wahrscheinlich ein Sohn von John de Grey aus Eaton in Norfolk. Dazu hatte er eine Verbindung zu Rotherfield Greys in Oxfordshire, wo er 1239 eine Burg von seiner Verwandten Eve de Grey für seinen Bruder Robert de Grey erwarb. Er studierte an der Universität Oxford und wurde wie sein Onkel John de Gray, der Bischof von Norwich war, Geistlicher. 

### Karriere unter König Johann
Durch den Zuspruch seines Onkels kam Walter an den königlichen Hof und wurde von Johann Ohneland 1205 zum Lordkanzler ernannt, wofür er £ 5000 an den König bezahlen musste. Sein Onkel bürgte für diese Summe. 1207 erwarb er eine Pfründe in Rochester, wurde Kanoniker in Exeter und Archidiakon von Totnes. In den nächsten Jahren erwarb er weitere Pfründen, und 1208 wurde er als Gegenkandidat zum Kandidaten der Mönche von Coventry zum Bischof von Lichfield und Coventry gewählt. Wegen des von Papst Innozenz III. über England verhängten Interdikts konnte er jedoch den Bischofsstuhl nicht besetzen, und nach der Aufhebung des Interdikts 1213 vergab der päpstliche Gesandte Pandulf das Bistum an einen dritten Kandidaten, an William of Cornhill. De Gray dagegen wurde nach der Aufhebung des Interdikts am 5. Oktober 1214 in Canterbury als Nachfolger von Bischof Mauger zum Bischof von Worcester geweiht, im Gegenzug verzichtete er auf das Amt des Lordkanzlers. Nach der Anerkennung der Magna Carta durch den König im Juni 1215 war er zusammen mit Hugo von Boves, Richard de Marisco und William Gernon in den Niederlanden, wo er für den drohenden Bürgerkrieg Söldner für den König anwarb.

### Machtkampf um das Erzbistum York

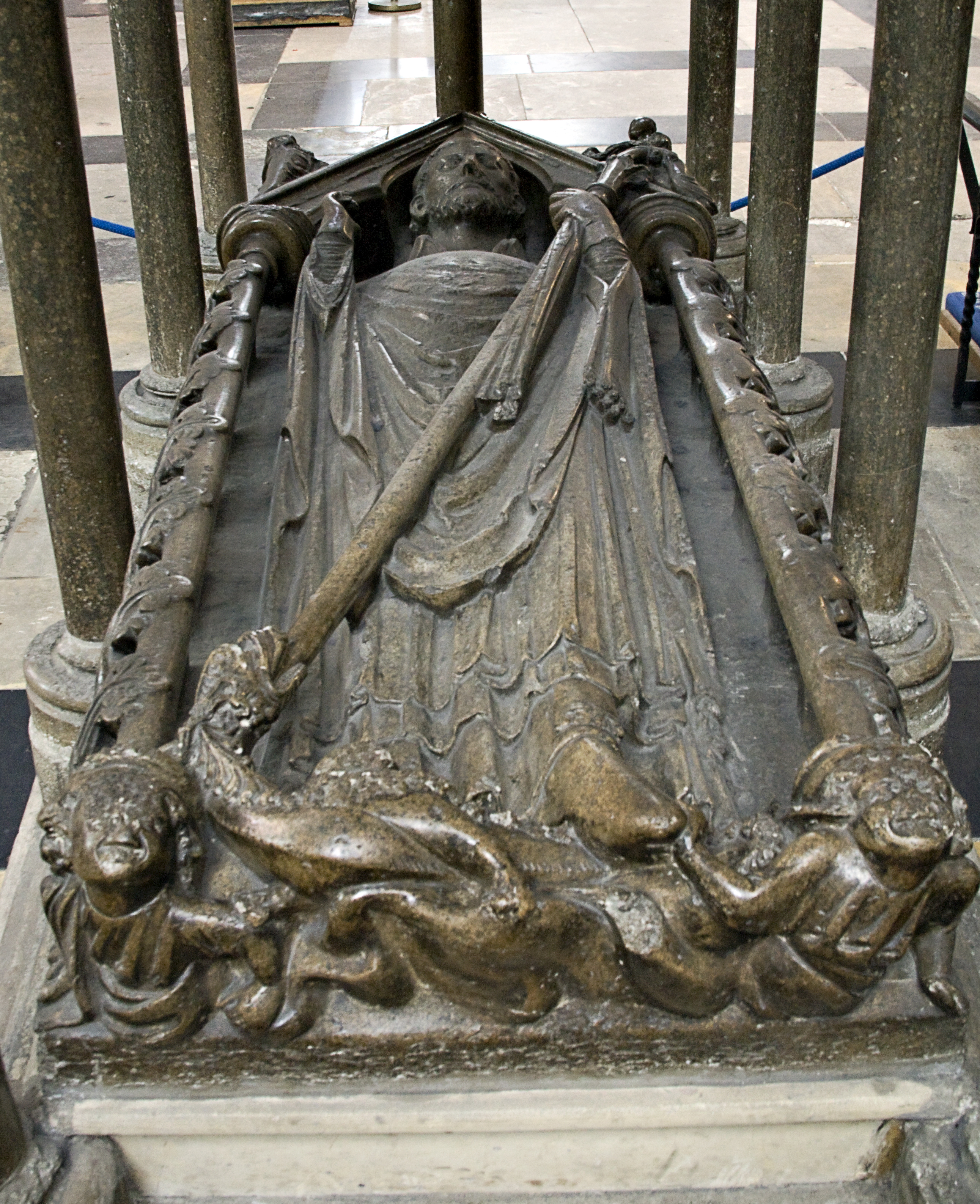
Das Grab von Walter de Gray im York Minster

Zu dieser Zeit, während des Höhepunkts des Machtkampfs zwischen den Baronen und dem König, kamen im Juni 1215 die Domherren von York zusammen, um einen Nachfolger für den 1212 gestorbenen Erzbischof Geoffrey von York zu wählen. Der König schlug Walter de Gray vor, der jedoch von den Domherren, die alle in Cambridge studiert hatten, abgelehnt wurde, weil er in Oxford studiert hätte. Stattdessen wählten sie Simon Langton, den Bruder des Erzbischofs von Canterbury zum neuen Erzbischof. Sowohl Simon wie auch Stephen Langton gehörten zu den Gegnern des Königs, so dass dieser gegen diese Provokation bei Papst Innozenz III. protestierte, der die Wahl Langtons am 13. Dezember 1215 für ungültig erklärte. De Gray selbst reiste nach Rom und wurde 1216 vom Papst zum neuen Erzbischof von York geweiht, angeblich soll er hierfür dem Papst £ 10.000 bezahlt haben.

### Ratgeber von Heinrich III.
Als Erzbischof von York gehörte de Gray zu den Vertrauten und wichtigsten Ratgebern von Johanns Sohn und Nachfolger Heinrich III., für den er häufig diplomatische Missionen ausführte. 1227 war er nach dem Tod von König Ludwig VIII. in Frankreich, wo er versuchte, in der Normandie, im Anjou, in der Bretagne und im Poitou Unterstützer für einen geplanten Feldzug des Königs zu finden, mit dem dieser die von seinem Vater verlorenen Besitzungen zurückgewinnen wollte. Zusammen mit Richard von Cornwall, dem Bruder des Königs, reiste de Gray 1237 zum römisch-deutschen Kaiser Friedrich II. Während des Feldzugs von Heinrich III. nach Frankreich 1242 und während des Aufenthalts des Königs in der Gascogne 1254 war de Gray Regent in England. Der König und ebenso der schottische König Alexander II. besuchten ihn mehrfach in York. Der wichtigste dieser Besuche fand 1251 statt, als der englische und der schottische Königshof die Weihnachtstage in York verbrachten und der junge schottische König Alexander III. Margaret, eine Tochter von Heinrich III., heiratete. 1255 nahm de Gray noch an dem Parlament teil, das in den Zweiten Krieg der Barone führte. Nach der Auflösung des Parlaments zog er sich auf Einladung des Bischofs von London in dessen Palast in Fulham zurück, wo er drei Tage später starb.

### Erzbischof von York
Im Erzbistum York reformierte de Gray die vernachlässigte Verwaltung und hinterließ das Erzbistum bei seinem Tod in vergleichsweise guter Ordnung und Wohlstand. Er erwarb das Dorf St Andrewthorpe, wo er einen neuen Bischofspalast errichten ließ, weshalb das Dorf bald in Bishopthorpe umbenannt wurde. In London erwarb er 1240 York Place, das 1529 nach dem Sturz von Kardinal Thomas Wolsey zum Whitehall-Palast wurde. In Ripon ließ er die Westfassade der Klosterkirche errichten und die Reliquien des heiligen Wilfrid in die Kirche überführen. Er begann mit dem Bau des heutigen York Minster, während seiner Amtszeit wurde das südliche Querhaus errichtet und das nördliche begonnen. Im südlichen Querhaus wurde er begraben.